# Tetracanthella cantabrica
Tetracanthella cantabrica är en urinsektsart som beskrevs av Louis Deharveng 1987. Tetracanthella cantabrica ingår i släktet Tetracanthella och familjen Isotomidae. Inga underarter finns listade i Catalogue of Life.